# نوریج (ایلینوی)
نوریج (به انگلیسی: Norridge) یک روستا در ایالات متحده آمریکا است که در ایلینوی واقع شده‌است. نوریج ۴٫۶۹ کیلومتر مربع مساحت و ۱۴٬۵۷۲ نفر جمعیت دارد.